# 青森市立浦町小学校
青森市立浦町小学校（あおもりしりつ うらまちしょうがっこう）は青森県青森市中央2丁目にある公立小学校。

## 基礎情報
- 所在地 - 青森市中央2丁目17-13

## 概要
青森市におけるコンピュータ利用教育の推進役を担っており、平成9年度には青森市教育委員会コンピュータ利用学習指導の研究指定校になっている。小学校における全ての活動において、個々の児童がその用途に応じてコンピュータを広範に活用している。旧青森市で最初にHPを作った小学校でもある。
中心市街地の学校であるが、中心市街地はドーナツ化現象で過疎化が進んでいるため、統廃合で話題に上ることもある。
2006年現在、関係者は防犯のためにサポートチームによる見回りや、ボランティア養成講座への参加に取り組んでいる。

## 沿革
- 1887年（明治20年）1月25日 - 青森高等小学校として、新町尋常小学校に併設して発足。
- 1898年（明治31年）12月8日 - 浦町番外地に校舎竣工。
- 1899年（明治32年）1月10日 - 浦町番外地（後の橋本小学校の位置）に校舎新築落成。落成式挙行。
- 1904年（明治37年）4月16日 - 市立青森女子実業補習学校附設。
- 1905年（明治38年）4月17日 - 市立商業補習夜学校附設。
- 1908年（明治41年）9月17日 - 莨町尋常小学校（橋本小学校の前身）焼失により、一部児童を収容（約2ヶ年）。
- 1910年（明治43年）
  - 4月1日 - 校舎を橋本尋常小学校に転用。但し、本校新校舎竣工まで、校舎を共用。
  - 5月3日 - 青森大火により、校舎焼失。
  - 5月12日 - 県師範学校付属小学校校舎と県立高等女学校校舎の一部を間借りして、授業再開。
  - 8月30日 - 浦町字橋本番外地（現在の中央2丁目17番18号）に校舎新築落成。
  - 9月4日 - 新校舎落成記念式典挙行。この頃、校歌制定。
- 1913年（大正2年）
  - 4月1日 - 浦町尋常小学校が廃校になり、第4学年男女各1学級、第5学年男子2学級、第6学年男女各1学級を本校に収容。一部児童を橋本尋常小学校に移籍。
  - 5月31日 - 青森尋常高等小学校に改称。
- 1922年（大正11年）4月1日 - 青森高等小学校に改称。尋常科児童を莨町・橋本の両尋常小学校に移籍。
- 1925年（大正14年）4月1日 - 浦町尋常高等小学校に改称。尋常科児童も入る。
- 1926年（大正15年）12月24日 - 市立青森女子実科高等女学校が、新設の古川尋常高等小学校に移転。
- 1927年（昭和2年）
  - 4月1日 - 高等科女子2学級を古川尋常高等小学校に移籍。
  - 4月7日 - 古川尋常高等小学校附設の市立青森女子実科学校を本校に移転。
- 1931年（昭和6年）
  - 4月8日 - 高等科2学年と3学年7学級を浪打尋常高等小学校に移籍。
  - 7月28日 - 市立青森女子実科高等女学校が、改修した市立工芸学校校舎に移転。
- 1932年（昭和7年）4月1日 - 学区改正により、高等科男子を浪打尋常高等小学校に移籍、莨町・古川両尋常高等小学校から高等科女子をそれぞれ移籍。
- 1941年（昭和16年）4月1日 - 国民学校令により、浦町国民学校に改称。
- 1945年（昭和20年）
  - 7月28日 - 青森空襲により、校舎焼失。
  - 9月10日 - 一時学校閉鎖。高等科生を浪打国民学校に、初等科児童を古川国民学校にそれぞれ収容。
- 1947年（昭和22年）9月24日 - 秋田県早口青年学校校舎を移築し、校舎復興。
- 1948年（昭和23年）
  - 4月29日 - 校舎復興記念式典挙行。同時に浦町小学校として、全学年2部授業開始。
  - 12月 - 南側校舎3教室増築。
- 1950年（昭和25年）5月 - 南側校舎3階7教室増築。
- 1952年（昭和27年）
  - 4月6日 - 寺町通う児童を、橋本小学校に移籍。
  - 9月20日 - 南側校舎3階5教室・階下1教室増築。これにより、2部授業解消。
- 1956年（昭和31年）
  - 4月1日 - 国道寄りの地区から通う児童を、橋本小学校に移籍。
  - 10月4日 - 創立70周年記念式典挙行。同時に、現在の校章・校歌制定。
- 1957年（昭和32年）8月20日 - 放火により、校舎の一部が焼失。
- 1962年（昭和37年）4月1日 - 特殊学級開設。
- 1963年（昭和38年）
  - 8月26日 - 屋内体操場竣工。
  - 9月21日 - 校舎落成記念式典挙行。
  - 10月8日 - 不審火により、南側校舎4教室焼失（翌年再興） 。
- 1968年（昭和43年）5月16日 - 9時48分頃に発生した十勝沖地震により、南側校舎が使用不能になる（翌年5月に再築）。
- 1973年（昭和48年）4月1日 - 学区変更により、新設の浜田小学校に217名の児童を、堤小学校に5名の児童を、それぞれ移籍。
- 1983年（昭和58年）6月 - 校舎新築工事着工。
- 1984年（昭和59年）8月1日 - 新校舎（現校舎）竣工。
- 1986年（昭和61年）11月30日 - 創立100周年と新校舎落成記念式典挙行。
- 1987年（昭和62年）
  - 2月 - 創立100周年記念誌発行。
  - 10月 - 校舎完成。竣工祭並びに記念運動会開催。
- 1988年（昭和63年）4月1日 - 市民病院に、病弱学級開設。
- 1992年（平成4年）8月 - 校庭改修。
- 1994年（平成6年）4月 - 屋内体育館新築工事着工。
- 1995年（平成7年）2月18日 - 新屋内体育館竣工及び落成記念式典挙行。
- 1996年（平成8年）8月23日 - 築山「うら山」竣工。
- 1997年（平成9年）10月 - コンピュータ設置。
- 1999年（平成11年）7月 - インターネット接続。
- 2006年（平成18年）
  - 6月 - 「子ども見守り隊」による防犯パトロール開始。
  - 9月 - 創立120周年記念防犯用校内電話設置。
  - 11月 - 創立120周年記念式典挙行。
- 2007年（平成19年）3月 - 創立120周年記念誌発行。
- 2010年（平成22年）4月 - 特別支援学級「ステップ」設置。同月、三枝成彰氏による音楽授業実施。
- 2011年（平成23年）3月 - 11日午後に発生した東日本大震災による午前学習。
- 2013年（平成25年）
  - 1月 - リトルJUMPチーム結成。
  - 12月 - 外物置小屋完成引き渡し。
- 2014年（平成26年）9月 - 地域との防災訓練・避難所の開設訓練実施。
- 2016年（平成28年）11月 - 創立130周年記念式典挙行。
- 2020年（令和2年）5月 - マスク贈呈式挙行。

## 児童数
2022年（令和4年）4月1日時点
| 学年 | 1年 | 2年 | 3年 | 4年 | 5年 | 6年 | 特別支援 | 合計 |
| ---- | --- | --- | --- | --- | --- | --- | -------- | ---- |
| 学級 | 2   | 2   | 2   | 1   | 2   | 2   | 1        | 12   |
| 児童 | 47  | 38  | 49  | 37  | 53  | 56  | 5        | 285  |

## 学区
中央（1丁目の一部・2丁目・3丁目・4丁目）、橋本3丁目、勝田1丁目、奥野（1丁目の一部・2丁目の一部・4丁目の一部）。

## アクセス
- 青森市営バス・JRバス東北横内線「橋本三丁目」バス停下車後、約400m・徒歩約6分。または、「働く女性の家前」バス停下車後、約480m・徒歩約8分。
- 青森市営バス浪館循環線「ハローワーク青森」バス停下車後、約200m・徒歩約3分。
  - なお、「浪館循環線」は1日2本のみ、「橋本三丁目」バス停・「働く女性の家前」バス停を通るバスの本数が圧倒的に多い。
- 青森市役所から約470m・徒歩約8分。
  - 青森市役所から路線バスで上記「橋本三丁目」・「働く女性の家前」の各バス停へ行く事も可能だが、若干の遠回りとなる。
- JR・青い森鉄道青森駅から約2.1km・徒歩約40分、車で約10分。
  - 青森駅から路線バスで上記バス停まで行く事も可能。

## 参考資料
- 『青森県教育史 別巻』（青森県教育委員会・1973年12月20日発行）「学校沿革 小学校」696頁「浦町小学校」
- 『新青森市史 別編教育（別巻）年表・学校沿革』（青森市・2000年3月発行）「学校沿革 （一）小学校」149頁～151頁「浦町小学校」